# Medgidia
Medgidia je město v Rumunsku. Leží v Dobrudži 174 km východně od Bukurešti a je součástí župy Constanța. Žije v něm okolo 40 000 obyvatel. Většinu obyvatel tvoří Rumuni, početnými menšinami jsou Turci a Tataři.
Nacházelo se zde římské castrum, v patnáctém století je doložena vesnice Karasu (turecky Černá voda). Moderní Medgidia vznikla roku 1856 a dostala jméno podle sultána Abdülmecida I. V roce 1878 se město stalo součástí Rumunska.
Městem prochází Kanál Dunaj – Černé moře. Převládá strojírenský a potravinářský průmysl, nachází se zde největší sklad slínku na světě.
V Medgidii se narodil malíř Lucian Grigorescu, jehož jméno nese místní muzeum výtvarného umění.

## Části
- Medgidia
- Remus Opreanu
- Valea Dacilor